# Braintree (Vermont)
Braintree és una població dels Estats Units a l'estat de Vermont. Segons el cens del 2000 tenia 1.194 habitants.

## Demografia
Segons el cens del 2000, Braintree tenia 1.194 habitants, 482 habitatges, i 325 famílies. La densitat de població era de 12 habitants per km².
Dels 482 habitatges en un 32,8% hi vivien nens de menys de 18 anys, en un 51,9% hi vivien parelles casades, en un 10,4% dones solteres, i en un 32,4% no eren unitats familiars. En el 24,7% dels habitatges hi vivien persones soles l'11,2% de les quals corresponia a persones de 65 anys o més que vivien soles. El nombre mitjà de persones vivint en cada habitatge era de 2,48 i el nombre mitjà de persones que vivien en cada família era de 2,94.
Per edats la població es repartia de la següent manera: un 25,3% tenia menys de 18 anys, un 6,9% entre 18 i 24, un 28% entre 25 i 44, un 27,3% de 45 a 60 i un 12,6% 65 anys o més.
L'edat mediana era de 40 anys. Per cada 100 dones de 18 o més anys hi havia 97,3 homes.
La renda mediana per habitatge era de 37.232 $ i la renda mediana per família de 45.357 $. Els homes tenien una renda mediana de 30.707 $ mentre que les dones 21.411 $. La renda per capita de la població era de 16.480 $. Entorn del 2,7% de les famílies i el 6,5% de la població estaven per davall del llindar de pobresa.